# Anthony Terras
Pour les articles homonymes, voir Terras.
Anthony Terras, né le 21 juin 1985 à Marseille, est un tireur français dont la spécialité est le skeet olympique.

## Carrière sportive
Il obtient sa première licence à l'âge de 13 ans et est, six mois plus tard, en 1998, sacré champion de France des moins de 21 ans. En 1999, il se qualifie pour les championnats de Monde de la catégorie qu'il finira avant dernier. Il se vengera deux ans plus tard en remportant le titre.

## Palmarès
- 1998
  - Champion de France junior
- 2000
  - Champion d’Europe junior
- 2001 :   
  - Champion d’Europe junior
  - 5e aux Championnats du monde junior
- 2003 :    
  - Champion du monde junior
  - Champion de France
- 2004 :    
  - Champion d’Europe junior
  - 9e aux JO d’Athènes
- 2005 :    
  - Champion du monde junior
- 2007 :    
  - 3e coupe du monde Saint Domingue + record du monde
  - 7e championnat d’Europe de Grenade + quota olympique.
- 2008 :    
  - 2e coupe du monde de Suhl
  - 3e coupe du monde de Belgrade
  - Il a été médaillé de bronze en skeet masculin aux Jeux olympiques d'été de 2008. Il avait participé aux Jeux olympiques de 2004, se classant huitième ex æquo[1].
- 2009 :
  - 1er Coupe du Monde de Minsk (Biélorussie)
  - Médaille de Bronze aux XVIe Jeux Méditerranéens (Pescara, Italie) http://www.fftir.org/index.php?champ_id=546&info_id=2911
  - Vainqueur de la finale des coupes du Monde à Pékin
- 2010 :
  - Vice-Champion d'Europe à Kazan (Russie)
  - Médaille de Bronze par équipes senior Championnat d'Europe
  - 8e championnats du monde à Munich
  - Médaille de Bronze par équipes senior Championnat du Monde
- 2011 :
  - Médaille de Bronze par équipes senior Championnat d'Europe de Belgrade
  - 8e championnats du monde de Belgrade
- 2014 :
  - Champion de France senior
  - Vice Champion du Monde au Championnat du Monde de Grenade + quota olympique
- 2015 :
  - Médaille d'or en coupe du monde à Al Ain
  - Médaille de bronze aux jeux européens en skeet mixte avec Lucie Anastassiou
  - Vice Champion du Monde au Championnat du Monde de Lonato
  - Champion du monde par équipe à Lonato